# Soběslav Fiker
Soběslav Fiker (7. srpna 1927 Soběslav – 2012 Praha) byl český kosmetolog, zabývající se výzkumem a ochranou pokožky, zejména studiem regenerace poškozené pokožky v důsledku vlivů vnějšího prostředí. Kromě toho se věnoval hodnocení kosmetických výrobků.

## Život a působení
Dr. Soběslav Fiker se narodil v České republice. V roce 1952 ukončil svá studia na Karlově univerzitě v Praze. Svůj život zasvětil výzkumu a ochraně pokožky. Své první práce věnoval hlavně škodlivým vlivům vnějšího prostředí na pokožku, které psal pro Státní zdravotní ústav v Praze a Státní referenční laboratoř.
Cílem jeho dlouhodobé práce bylo studium regenerace poškozené pokožky v důsledku vlivů vnějšího prostředí a takto došel i k objevu omlazujícího účinku kmenových buněk. V roce 1972 pokračoval ve své výzkumné práci v laboratořích kožního oddělení v Zürichu, odkud se přesunul dále do Francie. Pracoval tu na výzkumných divizích světových kosmetických firem jako L´Oréal, ROC a Dior.
Výsledkem jeho více než desetileté výzkumné práce je vývoj speciální kombinace účinných látek, které představují revoluční krok v kosmetickém průmyslu. Ve svém výzkumu jedinečně zkombinoval kmenové buňky rostlinného původu s revitalizačním aktivátorem lidských kmenových buněk. Na toto téma byly zveřejněny četné studie a právě proto odborníky výzkumu už dávno zaměstnávaly omlazující účinky kmenových buněk. Důkazem tohoto zájmu je i Nobelova cena získaná právě pro tento objev. Dr. Fiker se domníval, že když se regenerační účinek tkání v kmenových buňkách úspěšně využívá v léčbě, mohl by se jejich účinek využívat i při obnově tkání v pokožce. Na základě těchto poznatků vyvinul jedinečné kosmetické přípravky.

### Praxe
- Ústav pracovního lékařství (pozdější "Ústav hygieny práce")
- Státní zdravotní ústav v Praze
- Švýcarsko, Kožní klinika Zürich, prof. Burckhardt
- Francie, prof. Thiers, Dr. Guillot
- Francie, výzkumné laboratoře světových kosmetických firem L'Oréal, Dior, ROC, ElidaGibs.

- Dr. Fiker pověřen vedením skupiny zástupců Polska, Bulharska a Československa, která vymezila oblast kosmetických výrobků v rámci předmětů běžného užívání a navrhla zásady a kritéria hodnocení. Návrh byl v Polsku a Bulharsku realizován do roku 1989, v České republice v roce 1998. Ostatní země střední a východní Evropy se účastnily jako pozorovatelé.
- Pracoval v komisi pro fytofarmaka a homeopatika při komisi pro nová léčiva Státní ústav pro kontrolu léčiv (SÚKL).
- Vytvořil skupinu odborníků pro hodnocení a posuzování kosmetických výrobků. Na základě těchto zkušeností vytvořil Národní referenční laboratoř pro kosmetické prostředky.
- Založil (spolu s Dr. Fuchsem – Hygiena práce, Státní zdravotní ústav Praha) a vedl skupinu odborníku připravujících podklady pro rozhodnutí hlavního hygienika v oblasti předmětů běžného užívání a hraničních oblastech.
- Pověřen jednáním se zástupci COLlPA (Evropská federace kosmetického průmyslu) s cílem vytvořit český předpis na kosmetické prostředky (realizace 1998).

### Věda a výzkum
- Metabolismus benzenu, intoxikace oxidem uhelnatým (do 1953).
- "Vliv pracovního prostředí na pokožku pracujících – prevence kožních chorob z povolání". Výsledky: navrženy kožní čisticí a reparační prostředky podle pracovního prostředí.
- „Vliv textilních materiálů na fyziologické parametry pokožky". Výsledky: navržena metodika pro hodnocení pohody při vývoji nových textilních materiálů. Uplatněno při výběru textilních materiálů pro ochranné pracovní obleky, sportovní oblečení a oblečení pro kojence.
- "Dermatologické vlastnosti tenzidů a detergentu".Výsledky: navržena jednotná metoda posuzování pro státy střední a východní Evropy.
- "Faktory vnějšího prostředí uplatňující vliv na organismus prostřednictvím kůže" – tenzidy, formaldehyd, textilní materiály, konzervanty, vlasová barviva. Na základě výsledku byl pověřen vypracováním návrhu kritérií a metod hodnocení předmětu běžného užívání v rámci států střední a východní Evropy.

## Ocenění a členství v odborných organizacích
- diplom vědecké rady Státního zdravotního ústavu za významný podíl na vědeckém pokroku v preventivní medicíně a zlepšování zdraví
- člen sekce dermatologické alergologie a profesionálních dermatóz Československé dermatologické společnosti J. E. Purkyně
- člen výboru (do r. 2002 předseda) Společnosti kosmetických chemiků, poté Kosmetologické společnosti České republiky (od roku 1960 až do své smrti)